# Rivière Chaude (rivière Portneuf)
Pour les articles homonymes, voir Rivière Chaude.
La rivière Chaude est un affluent de la rivière Portneuf, coulant dans les municipalités de Portneuf, de Sainte-Christine-d'Auvergne et de Saint-Basile, dans la municipalité régionale de comté (MRC) de Portneuf, dans la région administrative de la Capitale-Nationale, dans la province de Québec, au Canada.
Hormis le passage de la rivière près du village de Saint-Basile, la rivière Chaude coule surtout en milieu agricole et forestier, soit les principales activités économiques de cette petite vallée.
Cette petite vallée est desservie par le chemin du rang Saint-Georges, la rue Saint-Georges, le boulevard du Centenaire, le chemin du rang Sainte-Anne, la route Côme-Lavallée, le chemin du rang des Alain, la route Saint-Joseph, la route Misaël-Matte et la 1re rue du Domaine-Allouette. La partie supérieure est desservie par le chemin du Grand Rang, le chemin du Rang de la Montagne et le chemin de Bourg-Louis.
La surface de la rivière Chaude (sauf les zones de rapides) est généralement gelée de début décembre à fin mars ; toutefois, la circulation sécuritaire sur la glace se fait généralement de fin décembre à début mars.  Le niveau de l'eau de la rivière varie selon les saisons et les précipitations ; la crue printanière survient en mars ou avril.

## Géographie
La rivière Chaude tire sa source en zone forestière dans la partie nord de la municipalité de Portneuf ; cette source de la plaine du Saint-Laurent est située au sud-est du Domaine-Allouette lequel est situé au sud-est du chemin du rang des Bois-Francs dans Sainte-Christine-d'Auvergne.
Cette source est située à :
- 4,1 km à l'est d'une courbe de la rivière Sainte-Anne ;
- 3,6 km au sud-est du centre du village de Sainte-Christine-d'Auvergne ;
- 9,8 km à l'ouest du centre du village de Saint-Basile ;
- 10,0 km à l'ouest de l'embouchure de la rivière Chaude[3].

### Parcours
À partir de sa source, les eaux de la rivière Chaude coulent sur 22,1 km, avec une dénivellation de 80 m, selon les segments suivants :
- 3,5 km vers le nord en formant un grand détour vers l'ouest, jusqu'à un ruisseau venant du nord-ouest ;
- 2,1 km vers le nord-est, jusqu'à un coude de rivière ;
- 2,2 km vers le sud-est, jusqu'au ruisseau des Aulnages venant du sud ;
- 2,0 km vers le nord-est, en formant une courbe vers le sud-est, jusqu'au chemin du rang Saint-Joseph ;
- 8,5 km vers l'est en zone agricole, d'abord un segment de 2,8 km en recueillant le ruisseau Rosa venant du nord-ouest et en coupant la route Saint-Joseph ; puis un segment de 5,7 km en formant des serpentins intermittents et en coupant deux fois la route des Alain, jusqu'à la route Côme-Lavallée ;
- 3,8 km vers le sud-est en serpentant du côté ouest du village de Saint-Basile et en coupant le chemin du rang Saint-Georges, jusqu'à sa confluence.

La rivière Chaude se déverse sur la rive droite de la rivière Portneuf. À partir de l'embouchure de la rivière Chaude, le courant descend sur 12,0 km la rivière Portneuf en serpentant vers le sud-ouest dans la plaine du Saint-Laurent, jusqu'à la rive nord du fleuve Saint-Laurent.

## Toponymie
Le terme "chaud" dans la toponymie canadienne des cours d'eau se réfère généralement à des sources d'eau qui freinent la formation de la glace en hiver à la surface du cours d'eau.
Le toponyme « rivière Chaude » a été officialisé le 5 décembre 1968 à la Banque des noms de lieux de la Commission de toponymie du Québec.